# Naiara Azevedo
Pour les articles homonymes, voir Azevedo.
 (avril 2022).
Le contenu est difficilement compréhensible vu les erreurs de traduction, qui sont peut-être dues à l'utilisation d'un logiciel de traduction automatique.
Naiara Azevedo, née à Campo Mourão le 30 octobre 1989, est une chanteuse, compositrice et instrumentiste brésilienne.

## Biographie
Naiara de Fátima Azevedo est née dans la ville de Farol, à l'intérieur du Paraná, le 30 octobre 1989. Elle est la fille d'Iraci Azevedo et d'Amarildo Azevedo.
Née dans une famille modeste, où ses oncles, grands-parents et cousins étaient musiciens, depuis son enfance, l'influence country dans sa vie a toujours été très forte. Durant son enfance et son adolescence, elle chante dans une chorale d'une église près de chez elle.
Azevedo a grandi dans la ferme familiale, où elle a vécu jusqu'à l'âge de 17 ans. À cette époque, elle réussit l'examen d'entrée et quitte la maison pour vivre seule dans la ville d'Umuarama, où elle étudie l'esthétique et la cosmétologie, obtenant plus tard son diplôme de troisième cycle. Pendant ses études universitaires, elle travaille la semaine comme serveuse dans un restaurant, et le week-end, chante dans de petits spectacles informels dans les bars de la ville.
En 2012, poussée par sa volonté de survivre grâce à la musique et de tirer parti de sa carrière, elle s'installe à Londrina. En 2013, après avoir publié son travail sur Internet, elle attire l'attention de l'industrie musicale et enregistre son premier DVD. Dans des interviews, elle révèle que ses idoles sont le duo Chitãozinho & Xororó.
Naiara Azevedo s'est produite dans tous les États du Brésil et dans certains États des États-Unis tels que le Massachusetts (Boston), le New Jersey (Newark), la Floride (Orlando , le Géorgie (Atlanta) et la Californie (Hollywood).

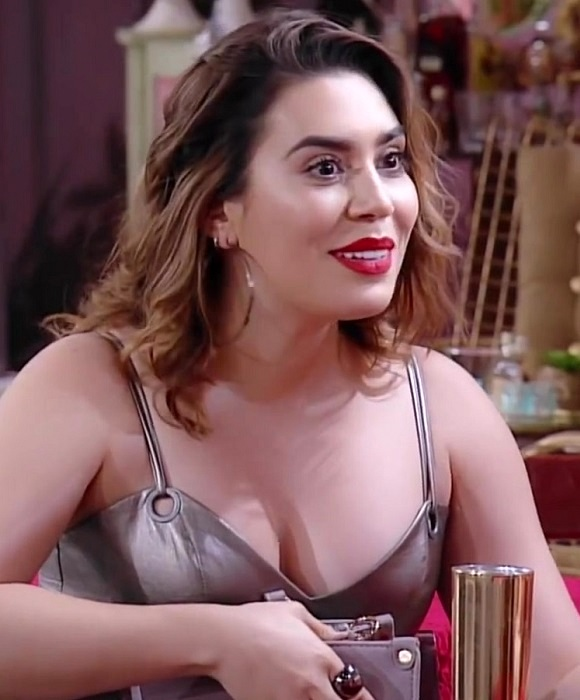
Azevedo participant à la sitcom A Vila (2019)

### Télévision
- 2022: Big Brother Brasil 22